# Skärkinds kyrka
Skärkinds kyrka är en kyrkobyggnad i Skärkind, Skärkinds socken, Norrköpings Borgs församling Östergötland. Den ligger två och en halv mil östnordöst om Linköping och två mil sydväst om Norrköping och tillhör Linköpings stift.

## Kyrkobyggnaden
Skärkinds kyrka är en salkyrka i jugendstil med stort torn i norr, rakavslutat kor i söder och där bakom en vidbyggd sakristia. Långhuset har tunnvalv och stora rundbågiga fönster. Interiören domineras av det stora nederländska altarskåpet.  Från 1900-talets början härstammar jugenddekoren som då räknade till 1 655 rosor.

## Historik
Skärkind fick sin första kyrka av sten under 1100-talet. Den var byggd av kalksten och omfattade långhus och i öster ett lägre kor med absid. I väster stod ett kraftigt torn med våningsindelningen markerad i ytterlivet. Under spiran fanns en huggen rundbågsfris. Tornet användes dock inte för kyrkklockorna, vilka hängde i en trästapel utanför kyrkan. Skulpturer av människohuvuden tyder på släktskap med Askeby och Vårdsbergs kyrkor.
Under 1400-talet ombyggdes koret och hela kyrkan försågs med valv. Valven dekorerades med bandornament, klöverblad och små trädliknande ornament. Liknande valvteknik och ornamentik finns i Askeby, Ekebyborna, Hagebyhöga, Herrestads och Veta kyrkor. Enligt notering i en gammal kyrkbok fanns i korvalvet namnet Henricus Tidemanni målat i korvalvet. I ett av långhusvalven fanns årtalet 1504. 
Senare, kanske under 1600-talet, gjordes tillbyggnader i norr och söder. Kyrkan hade en sakristia på norra sidan av koret. Ett kanske redan under medeltiden uppsatt skrank i koret togs bort 1737, dock först efter hörande av greve Carl Gustaf Tessin, som var den tidens store konstkännare. 
Carl Fredric Broocman besökte kyrkan vid mitten av 1700-talet och berättar: ”Med säkerhet kan man säga, at Kyrkan, som här står på Krono grund, är en af the äldsta i Länet; althenstund uti henne är i behåll ett stycke af en så uråldrig Sten-font, at på honom med tydeliga bokstäfwer stå MCC eller åratalet 1200. Hon har till år 1587 warit Moder-Kyrka till Gårdby; och wises på Östra Kyrko-gafweln, öfwer ett igenmuradt fenster, som varit bakom Altaret, ett uti telgsten huggit och i muren insatt, men något therutöfwer skjutande, menniskjo-hufwud; som efter somligas mening skal betyda, at thenna Kyrka af ålder warit Moder-Kyrka. Midt i Soknen är hon belägen, och är thes längd 43 och en half och bredd 11 och en half alnar. Långt för thetta är Korß-Kyrkan tillbyggd, som är 35 alnar lång och 9 och en fjerdedels aln bred. Altartaflan, uti ett konstigt Bildthuggare-Arbete, föreställer hufwudsakeligen Jungfru Marie himlafärd, samt theromkring the förnämsta omständigheter af Frälsarens lefwerne, med ren och stark förgyldning öfwer alt, samt målning på the thertil hörande dörrarna af förundranswärd konst. Thenna Altartafla berättas, efter gammal sägen, wara skänkt til Kyrkon af then i sin tid stora och högtförtienta Linköpings Biskop Henrico Tidemanni, som, under thet han på samma fått, som någre hans före- och efterträdare i ämbetet, haft thenna Församling till Præbendam, äfwen låtit tilbygga then delen af Kyrkon, hwarest nu Hög-Choret är; till åminnelse hwaraf hans wapn stådt på en fensterruta bak om Altaret. Predikstolen är rätt wacker och zirad med en mycket skön målning af wahlnöt, samt små bilder och ächta förgyldning. Til Kyrkon är han förärad af Handelsman Jochim Hansson Sivers i Norrköping, wid paß år 1690, tå han ägde Lundby Rusthåll i Soknen. Orgelwerket består endast af 4 stämmor, och gjör icke särdeles nytta i thenna Folkrika Församling. Klockorna hänga ännu uti Trästapel, och lärer ej kunna flyttas uti Kyrkons höga och ansenliga Torn, emedan thes murar tyckas wara nog swaga at bära och tåla Klockornas tyngd och ringning. På then större Klockon läses åfwan omkring: Gudi allena ærona.”
|  | På ena sidon:                      | På andra sidon:                     |
|  | När Konung FRIEDRICH Sweriges Land | Den första gång jag sprack i tu     |
|  | I fjorton år med fredsam hand      | War Sextonhundra Nitti’ Sju,        |
|  | Har styrt, jag stöptes annan gång, | Tå här Somelius herde war,          |
|  | Att kalla Folk til bön och sång.   | Och andra gång, tå Ryßen har        |
|  | Mit öde nog ej klaga står,         | Bränt Norrköping, jag stöpter blef, |
|  | Som tredje gång på forti år        | När man sjuhundra’ Tiugu skref,     |
|  | Förnya måst mitt gamla ljud:       | I Herr Collanders tid; men se’n     |
|  | Dock rättes skadan lindrigt opp    | När Skärkinds Pastor war Rydén.     |
|  | När i Gudsfruchtan, tro och hopp,  |                                     |
|  | Man kommer hit att låfwa Gud.      | Guten i Norrköping år 1734.         |
Trots att den gamla romanska stenkyrkan byggts till flera gånger och trots tillkomsten av flera läktare blev kyrkan så småningom alldeles för liten. År 1829 fattades beslut om att bygga en ny kyrka. Artillerimajoren och konstnären Justus Weinberg (1770–1832), Göteborg, utarbetade ett förslag som godkändes 1830. Ritningarna visade en nyklassicistisk kyrka med stort långhus i norr-söder och med ett kort tvärskepp på mitten. I norr ett kvadratiskt torn med rektangulärt fönster och ovanför ljudgluggar i form av trekopplade öppningar, där den mellersta avslutades med en rundbåge. Högre upp, på det räckesförsedda torntaket, en mindre byggnad med fasade hörn, vilken kröns av en kupol uppburen av åtta pelare. Denna utformning, som påminner om Göteborgs domkyrka, ritad av arkitekt Carl Wilhelm Carlberg, återkommer senare i Öja  och Röks kyrkor.
För uppförandet kontrakterades byggmästaren och ekonomidirektören Abraham Bengtsson Nyström, Hållingstorp, vilken i sin tur placerade sonen August som platschef vid kyrkbygget. År 1835 sattes byggnadsarbetena igång några hundra meter söder om den medeltida kyrkan. Till murbruket användes nedmald kalksten från gamla tornets murar. Senhösten 1836 stod den nya kyrkan klar och prosten där, teologie doktor Anders Jacob Broman (1788–1878), som var mycket nöjd med resultatet, gav August Nyström många ampla lovord.
Den gamla kyrkans kor sparades och används i fortsättningen som gravkapell. Redan 1766 vitmenades interiören men en del äldre inventarier finns fortfarande kvar. 
År 1906 slog blixten ned i nya kyrkans torn och kyrkan antändes. Murarna kunde räddas, däremot inte tornet med kyrkklockorna. Lyckligtvis förvarades alla äldre inventarier i gamla kyrkans kor. Som arkitekt anlitades Erik Lallerstedt som förvandlade den enkla empirekyrkan till en livligt jugenddekorerad helgedom. Kyrkan fick ett nytt torn som avvek ganska mycket från föregående. Altartavlan av Pehr Hörberg flyttades upp på högra sidoläktaren och i koret placerades det stora nederländska altarskåpet (bild) från gamla kyrkan. Dessutom gjordes nya kyrkbänkar.
En inre restaurering gjordes 1965 under ledning av arkitekten Kurt von Schmalensee, Norrköping. Förutom rengöring av dekorationerna byggdes koret om och utrymmena under södra och östra läktarna avskildes och inreddes för olika ändamål.  
År 1997 renoverades fasad och tak av Bygg GG, Norrköping.
Hösten 2019 stängdes kyrkan av säkerhetsskäl på grund av att putsen i tunnvalvet rasade ned i kyrkan. Efter reparation omputsning av valven där rosenmålningarna tills vidare inte rekonstruerades så togs kyrkan åter i bruk första söndagen i advent 27 november 2022.

## Inventarier
Bland inventarierna märks:

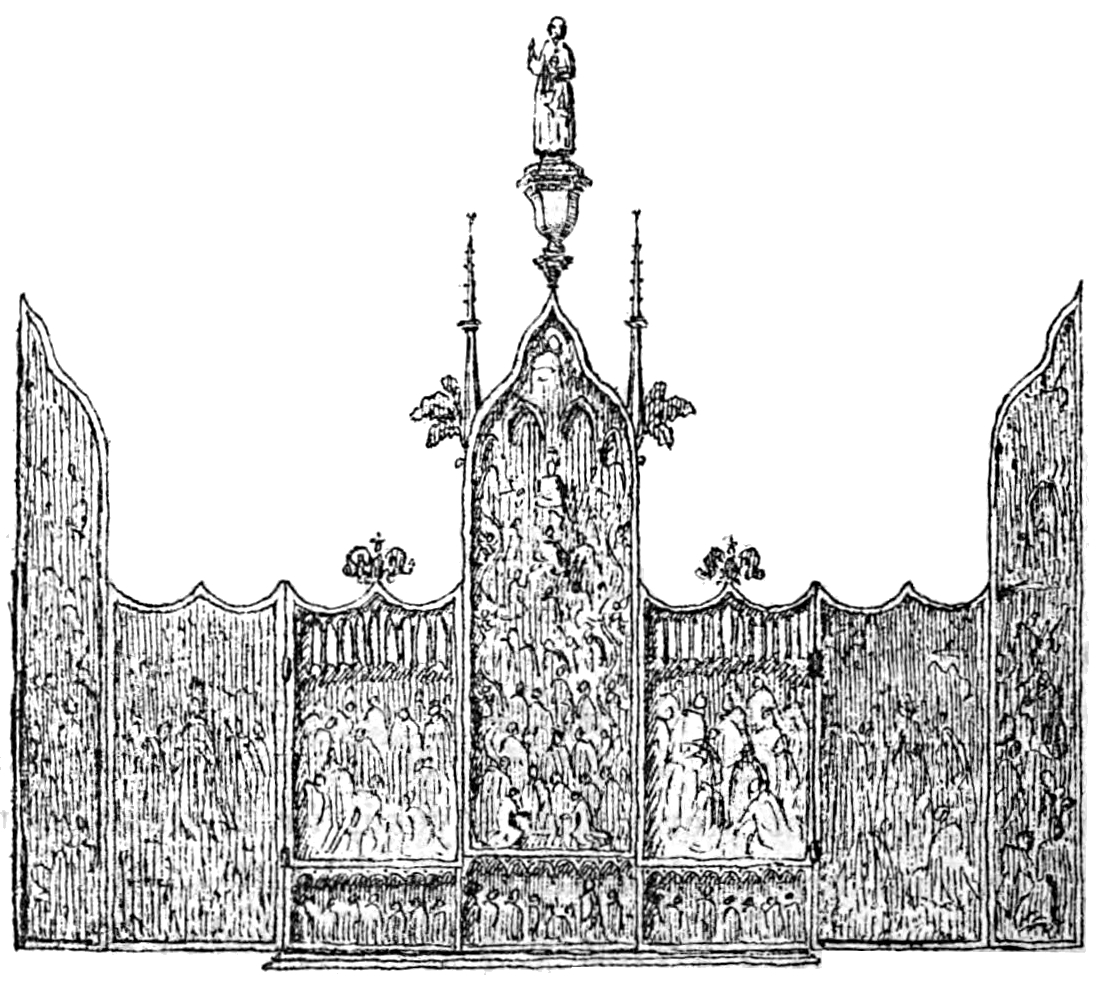
1800-talsteckning av altarskåpet.

- Altarskåp av ek från antwerpenverkstad, 1500-talets första fjärdedel,
- Mariaskåp av ek, nordtyskt arbete från omkring 1400,
- Dopfunt av sandsten, upphovsman Bestiarius, 1100-talets andra hälft,
- Krucifix av lövträ, kors av furu från verkstad i Östergötland, 1200-talets första hälft,
- Krucifix av ek, nordtyskt arbete från 1400-talets andra hälft,
- Votivskepp, ”pinas”, från 1600-talets början.
- Dopfunt av kalksten, skänkt 1679 av Joachim Hanssons Siwers, Norrköping.
- Predikstol av Johan Robert Nyström, son till byggherren.
- Altartavla föreställande ”Kristi förklaring”, målad 1803 av Pehr Hörberg, Finspång.
- Mässhake av svartviolett sammet med fina broderier, från 1200-talets slut.
- Mässhake av brunt och gult siden, prytt med broderiapplikation visande ”Kristi gravläggning”, skänkt 1629 till kyrkan Nitzschta.
- Mässhake av svart siden broderad med guldornament, från 1600-talet.
- Mässhake av röd sammet, från 1727.
- Mässhake av violett siden, omsydd 1740.
- Kalk & paten av silver, skapade av Pehr Zethelius (1740-1810), Stockholm, omgjord år 1733.
- Oblatask, åttasidig, prydd med vapen och namn: ”Maria von Scheding”, tillverkad av Johan Wefwer (1672-1705), Linköping.
- Vinkanna med inskrift, tillverkad av Nils Trybom (1747-1765), Linköping.
- Brudkrona skapad av Erik Nordwall (1699-1723), Norrköping. Stulen 2014 tillsammans med ytterligare en brudkrona och inte återfunnen.
- Ljuskronor, varav den äldsta i koret är av 1500-talstyp.
- Trearmad altarljusstake av 1500-talstyp.
- Mässingsstakar för altaret med drivna barockornament, från 1600-talets slut.
- Porträtt av prosten Anders Jacob Broman (1788-1878) och hans hustru.
- Karolinsk karmstol med klädsel av gyllenläder.
- Gungstol, signerad stolmakare Carl Magnus Sandberg († före 1790), mästare i Stockholm. Detta är en av de tidigaste gungstolar vi har.

## Orglar

### Kororgel
- Enligt kyrkoboken fanns i gamla kyrkan ett positiv av okänt ursprung med 4 orgelstämmor, troligen byggt 1632. Varje bonde samlade in 16 öre i socknen för att kunna köpa positivet till kyrkan.[3] Det hade pipor av bly och stod i koret över dörren till sakristian på kyrkans norra sida. Carl Fredric Broocman noterar 1760: ”Orgelwerket består endast af 4 stämmor, och gjör icke särdeles nytta i thenna Folkrika Församling”.

Disposition:
| Manual              |
| Gedacht 8'          |
| Principal 4'        |
| Fleut 4' (eller 2') |
| Qvint 2 2/3'        |
| Trumpet 8' eller 4' |

### Läktarorgel
- 1836 eller 1837 sätter organist och amatörorgelbyggare Carl Törnbom, Skärkind, upp en äldre 6½-stämmig orgel i kyrkan, ursprungligen byggd av Carl Björling, Rystad (1686–1743) för Björsäters kyrka, Östergötland.
- 1899 bygger firma E. A. Setterquist & Son, Örebro, en tvåmanualig orgel med 14 stämmor, rooseweltlådor och mekanisk traktur och registratur. Blindpipor i fasaden. Orgeln avsynades av musikdirektör Fredrik Thorselius (1845-1906), domkyrkoorganist från Linköping, torsdag 30 november 1899. Invigning skedde söndag 3 december 1899.[4] Vid eldsvådan 1906 blir orgeln förstörd, men repareras.
- 1943 omdisponeras orgeln. Orgeln är mekanisk med rooseweltlådor och har ett tonomfång på 54/27.

Disposition:
| Huvudverk I C-f³ | Svällverk II C-f³  | Pedal C-d¹  | Koppel   |
| Borduna 16'      | Salicional 8'      | Subbas 16'  | 4' I/I   |
| Principal 8'     | Rörflöjt 8'        | Bourdon 8'  | II/I     |
| Bourdon 8'       | Flöjt oktaviant 4' | Coralbas 4' | 16' II/I |
| Oktava 4'        | Waldflöjt 2'       |             | I/P      |
| Kvint 2 2/3'     | Corno 8'           |             | II/P     |
| Trompet 8'       |                    |             |          |
|                  | Crescendosvällare  | Sonette     |          |

### Kororgel
På evangeliesidan framme i koret finns en enmanualig orgel med självständig pedal. Den är osignerad men kommer närmast från Taborsbergskyrkan i Norrköping.
Disposition:

## Gravkapellet

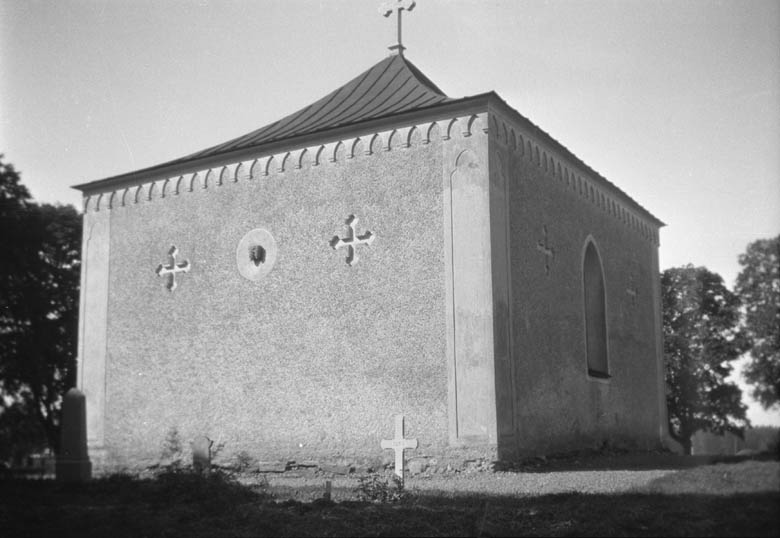
Gravkapellet

Några hundra meter norr om kyrkan ligger ett gravkapell, bestående av koret från den medeltida kyrkan byggd under 1100-talet. Där finns en del av de äldre inventarierna kvar, bland annat den medeltida dopfunten och mariaskåpet från omkring 1400. En karmstol, som enligt traditionen ska ha tillhört biskop Hans Brask, har medeltida form men kan likaväl vara från 1500- eller 1600-talet. Där finns också en kuriositet, ett stort revben, som förr troddes komma från en jättinna, kallad ”Jungfru Skära”, men enligt undersökningar är från en späckhuggare. Revbenet bär en runinskrift från 1400-talet: Ög 173.

## Runstenar
Vid gamla kyrkan finns två runstenar, Ög 171 och Ög 172, varav den förstnämnda är daterad till 400-talet efter Kristus och är en av de få runstenar som är ristade med runor ur den 24-typiga, urnordiska fuþarken. Texten translittereras skiþaleubaz, vilket anses vara ett personnamn som i översättning blir "Skinn-Ljuve". 
Fragment av ytterligare tre runstenar finns i den bod bredvid församlingshemmet där också socknens katafalk (likvagn) förvaras. Dessa har signum Ög 174, Ög 175 och Ög ATA4654/74.

## Bildgalleri

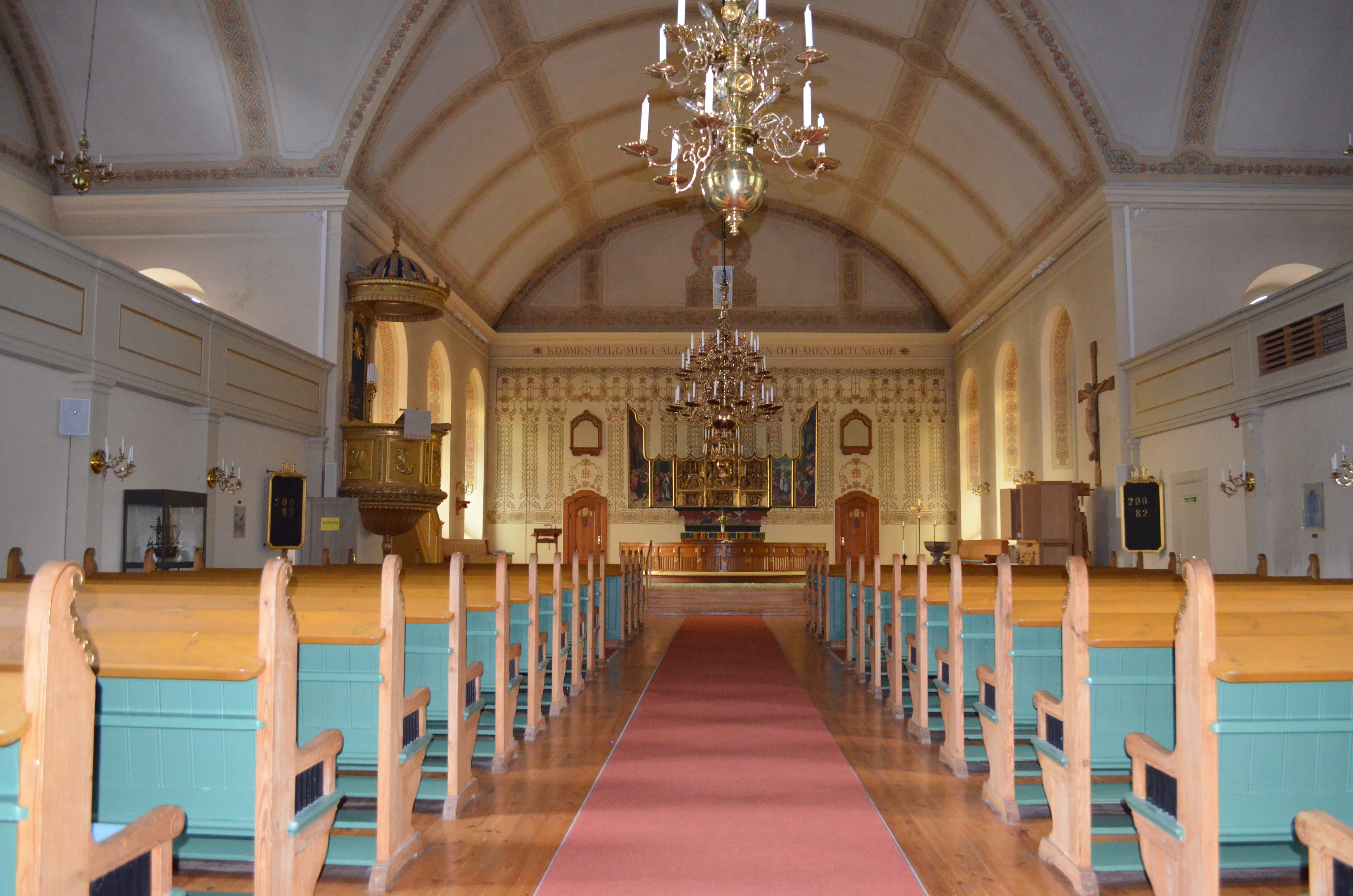
Skärkinds kyrkas kyrkosal
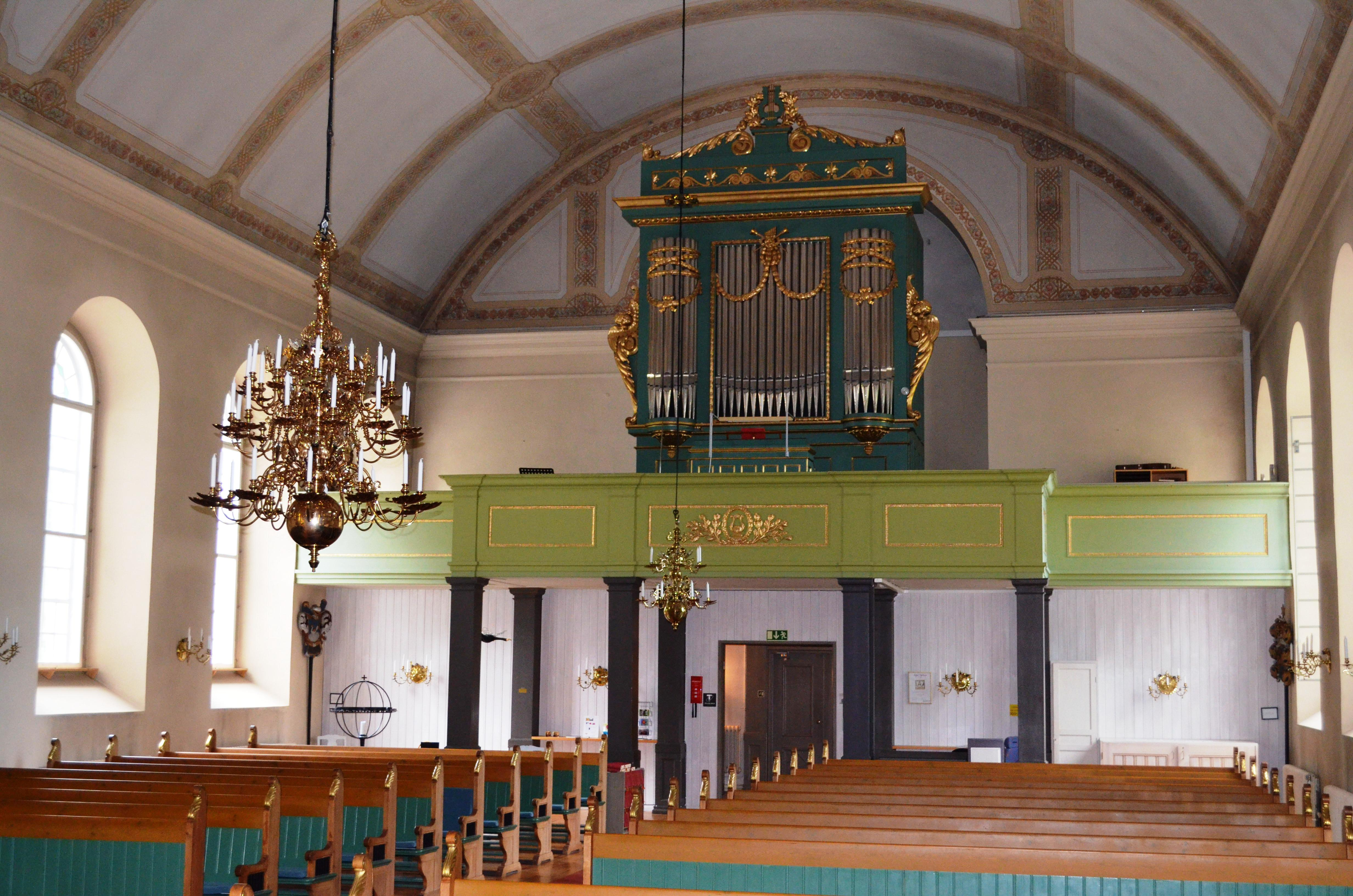
Skärkinds kyrkas orgelläktare
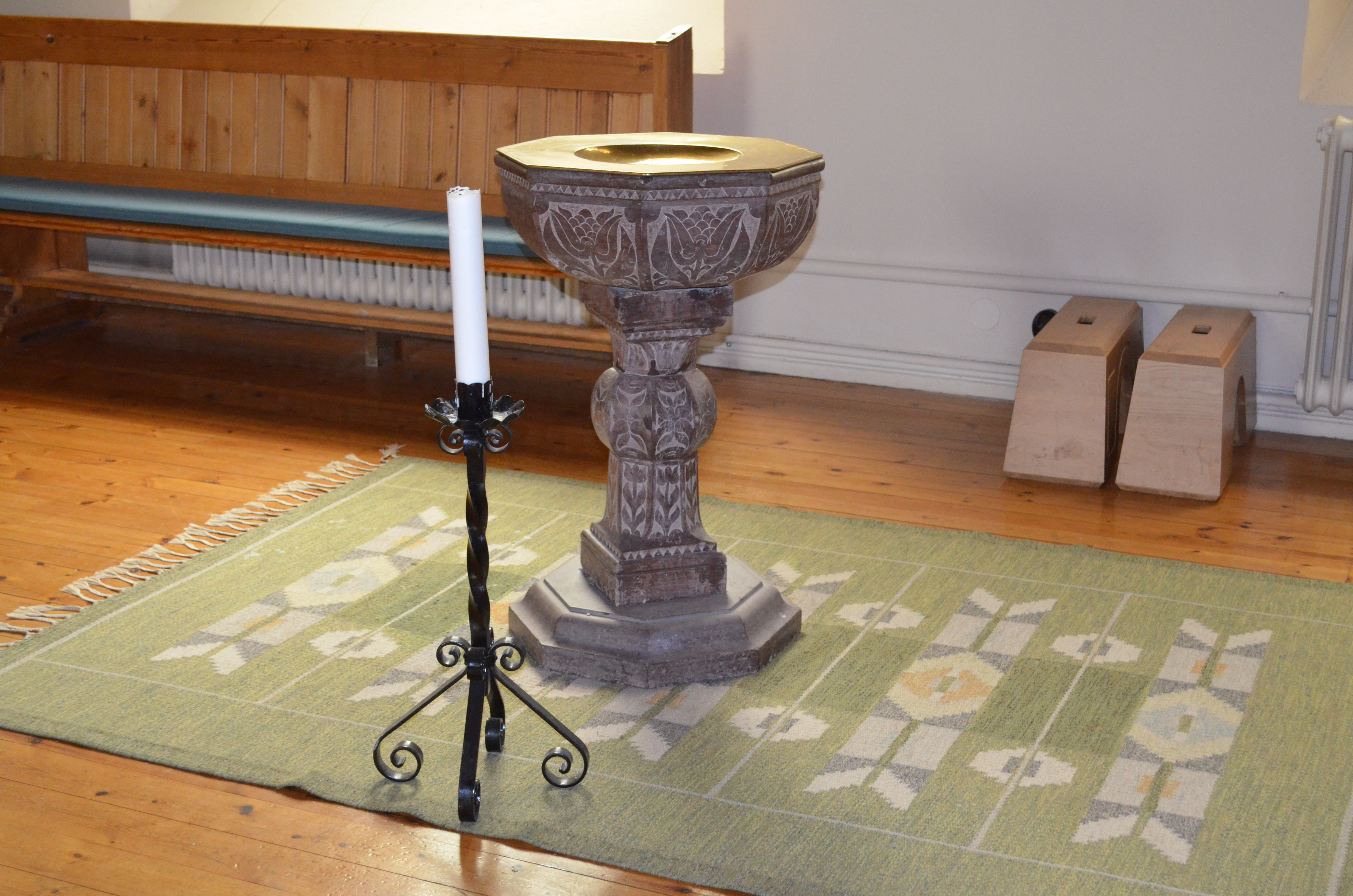
Skärkinds kyrkas dopfunt
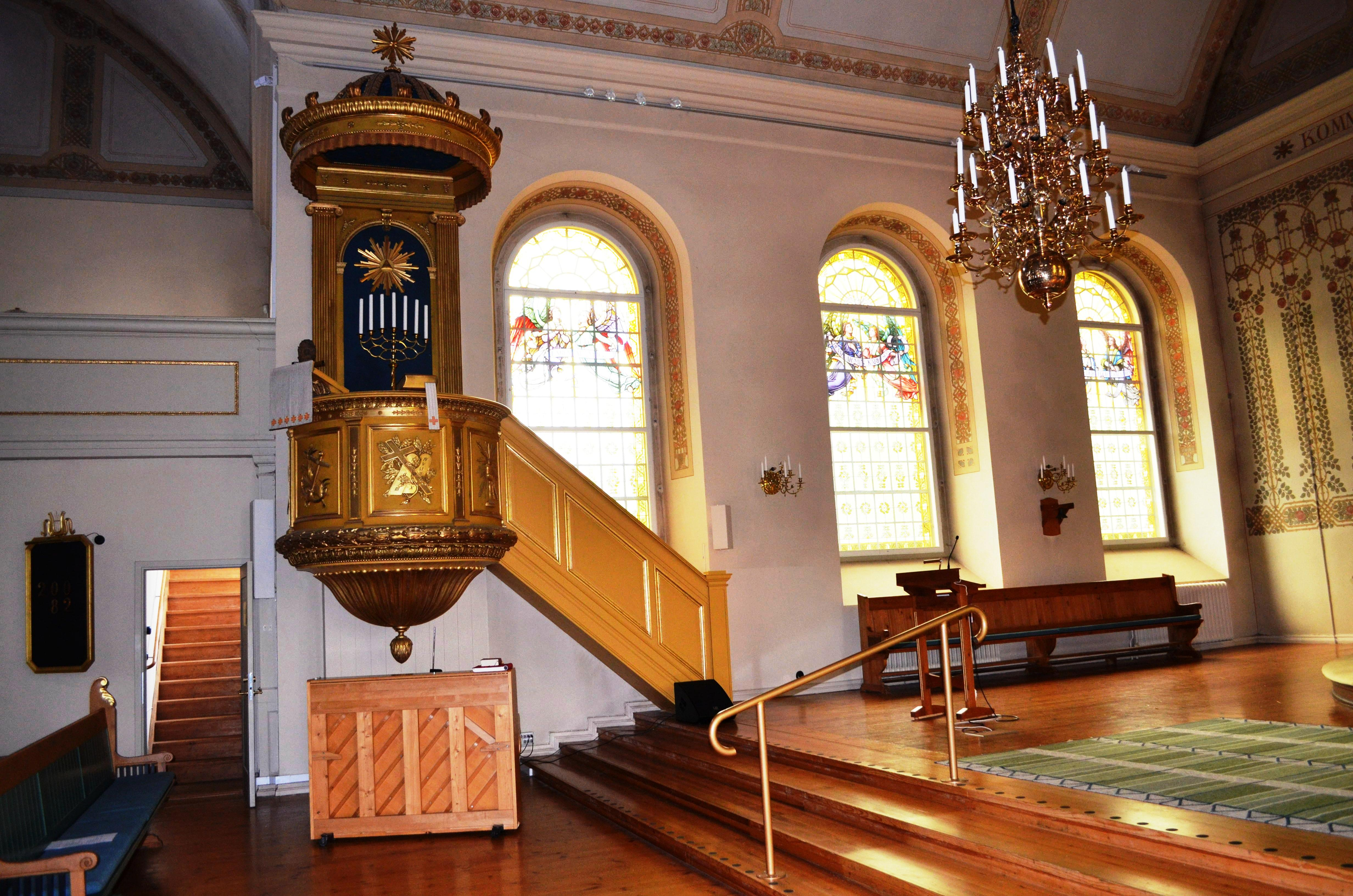
Skärkinds kyrkas predikstol
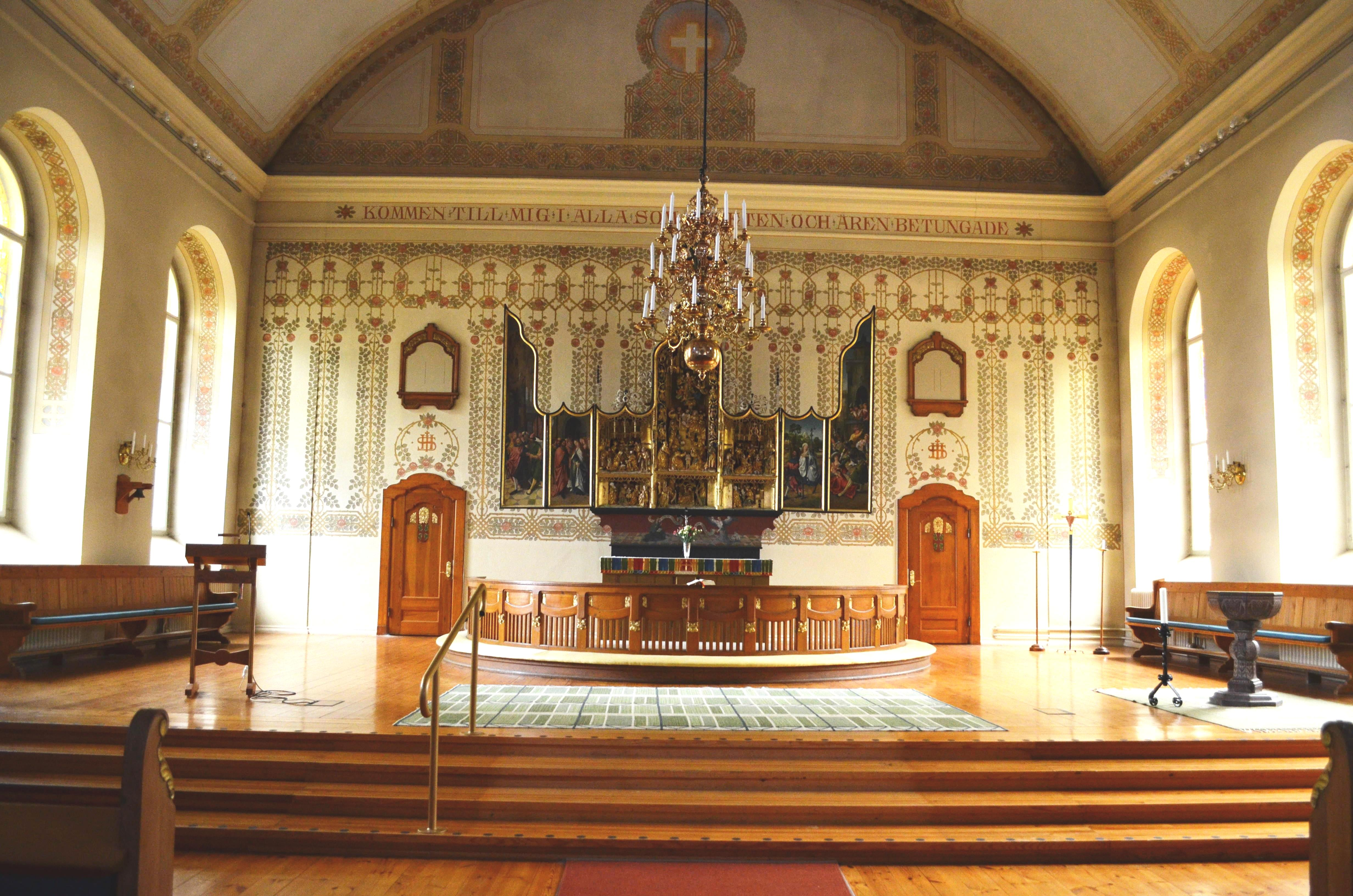
Skärkinds kyrkas altare
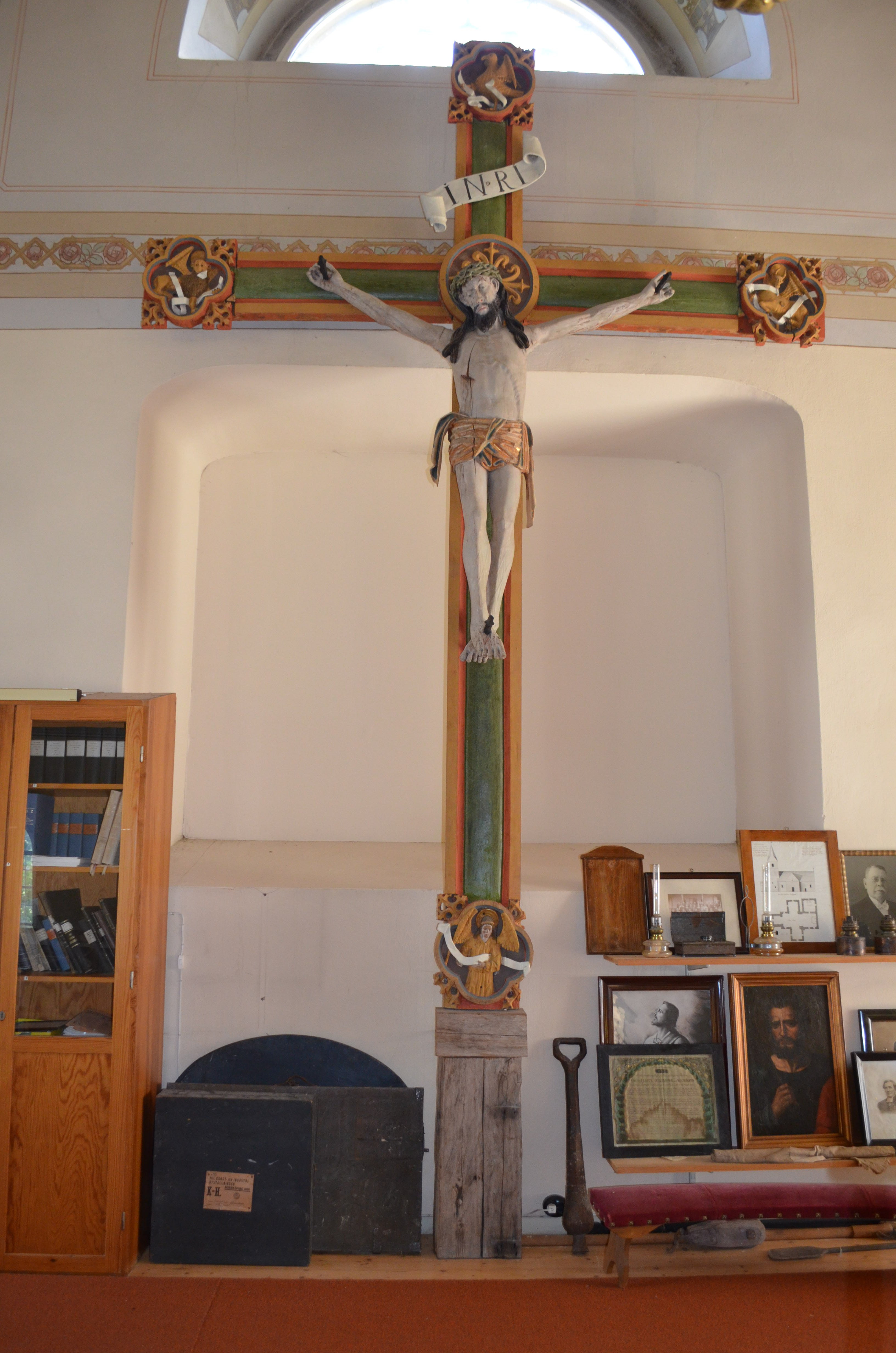
Skärkinds kyrkas krucifix